# Горишнее (Волынская область)
Горишнее (укр. Горішнє) — село в Берестечковской городской общине Луцкого района Волынской области Украины.
До 2020 года входило в Гороховский район.
Код КОАТУУ — 0720881401. Население по переписи 2001 года составляет 512 человек. Почтовый индекс — 45755. Телефонный код — 8 — 03379. Занимает площадь 4,296 км².